# Федерация студентов и школьников Кот-д’Ивуара
Федерация студентов и школьников Кот-д’Ивуара, ФСШКИ (фр. Fédération estudiantine et scolaire de Côte d'Ivoire, FESCI) — ивуарийская ассоциация школьников и студентов. 
ФСШКИ была создана в 1990 году группой студентов во главе с Марсьялем Жозефом Аипо, который стал первым генеральным секретарём организации. Своей целью участники движения ставили борьбу за расширение своих прав, что не были представлены им режимом Демократической партии Кот-д'Ивуара. Федерация получила поддержку тогдашней главной оппозиционной партии — Ивуарийского народного фронта.
В 2000 году между студентами двух соперничающих отделений ФСШКИ, боровшихся за контроль над кампусами, разгорелся конфликт. Каждая из сторон в следующем году назначила своего генерального секретаря, Жан-Ива Дибопье для одной и Поля Геи для другой. Раскол в Федерации достиг кульминации в апреле 2001 года.
В 2000-х годах, на фоне гражданской войны, организация действовала как настоящее ополчение, выступив на стороне президента Лорана Гбагбо. В ходе конфликта члены Федерации были уличены в совершении различных преступлений. В частности, в 2004 году члены движения из Абиджанского университета разрушили Международный лицей имени Жана-Мермо.
17 апреля 2011 ФСШКИ сложила оружие и вернулась к мирной деятельности.
В июле 2016 года, после студенческих забастовок, Федерация, как и все студенческие союзы в стране, были запрещены. Тем не менее, она продолжает осуществлять свою деятельность.